# Marsiglia (Davagna)
Marsiglia è una località di 55 abitanti della frazione di Calvari nel comune di Davagna, nella città metropolitana di Genova. Ubicata in alta val Bisagno, sorge a 553 metri sul livello del mare. Il paese è citato tra gli esempi di borghi edificati su una paleofrana.

## Storia
Secondo una leggenda locale il borgo sarebbe stato fondato da un gruppo di persone originarie della città francese di Marsiglia, da qui l'origine del nome.
Documenti ecclesiali del 1213 testimoniano della presenza di una chiesa nell'abitato, che verrà indicata come in rovina in un documento del 1386. In questo periodo la locale parrocchia San Giovanni Battista venne governata da un unico rettore assieme a Sant'Andrea di Calvari, da cui sarà disunita nel 1600 divenendo parrocchia indipendente e la costruzione di una chiesa a navata unica, ma con tre altari, completata nel 1645 con la costruzione del campanile.
Nel 1674 la chiesa di San Giovanni Battista viene staccata dalla pieve di Santa Maria Assunta di Bargagli e unita alla comunità parrocchiale di Santo Stefano di Rosso.
L'abitato venne incendiato e saccheggiato durante le guerre napoleoniche; nel 1887 la parrocchia di Marsiglia venne affidata a una missione composta da tre sacerdoti della Compagnia di Gesù e nel 1940 fu elevata a prevostura.

## Monumenti e luoghi d'interesse
- Chiesa di San Giovanni Battista, chiesa parrocchiale della frazione.[4] Risalente al XIII secolo, ha subito alcuni rimaneggiamenti nei secoli successivi.[5]

## Geografia antropica

### Canate di Marsiglia
Alla parrocchia di Marsiglia faceva riferimento anche il paese di Canate di Marsiglia, fondato nel XII secolo e oggi abbandonato perché mai raggiunto da strade carrozzabili, e che proprio per questo ha oggi acquisito una certa notorietà come borgo fantasma.

## Galleria d'immagini

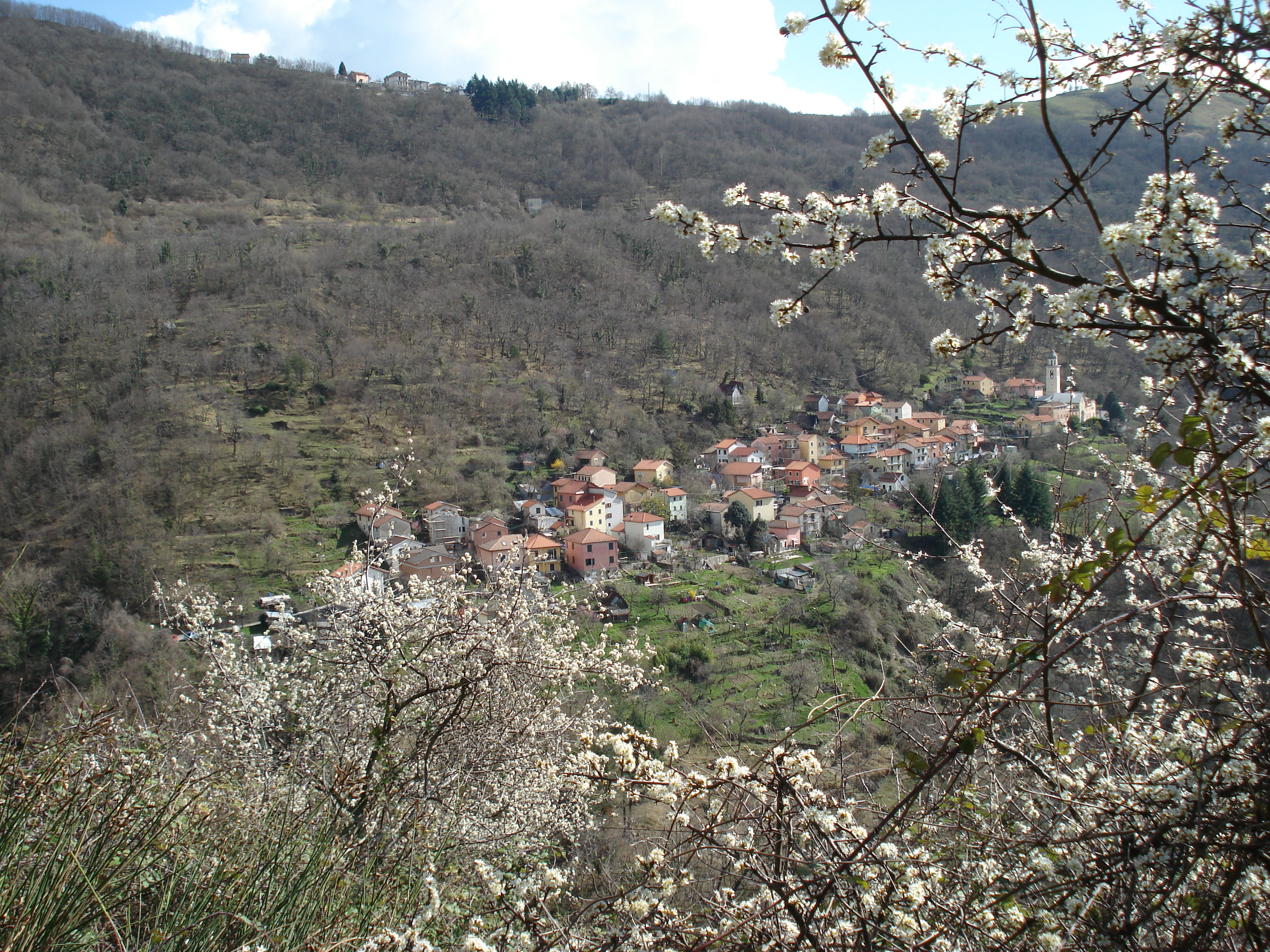
Marsiglia
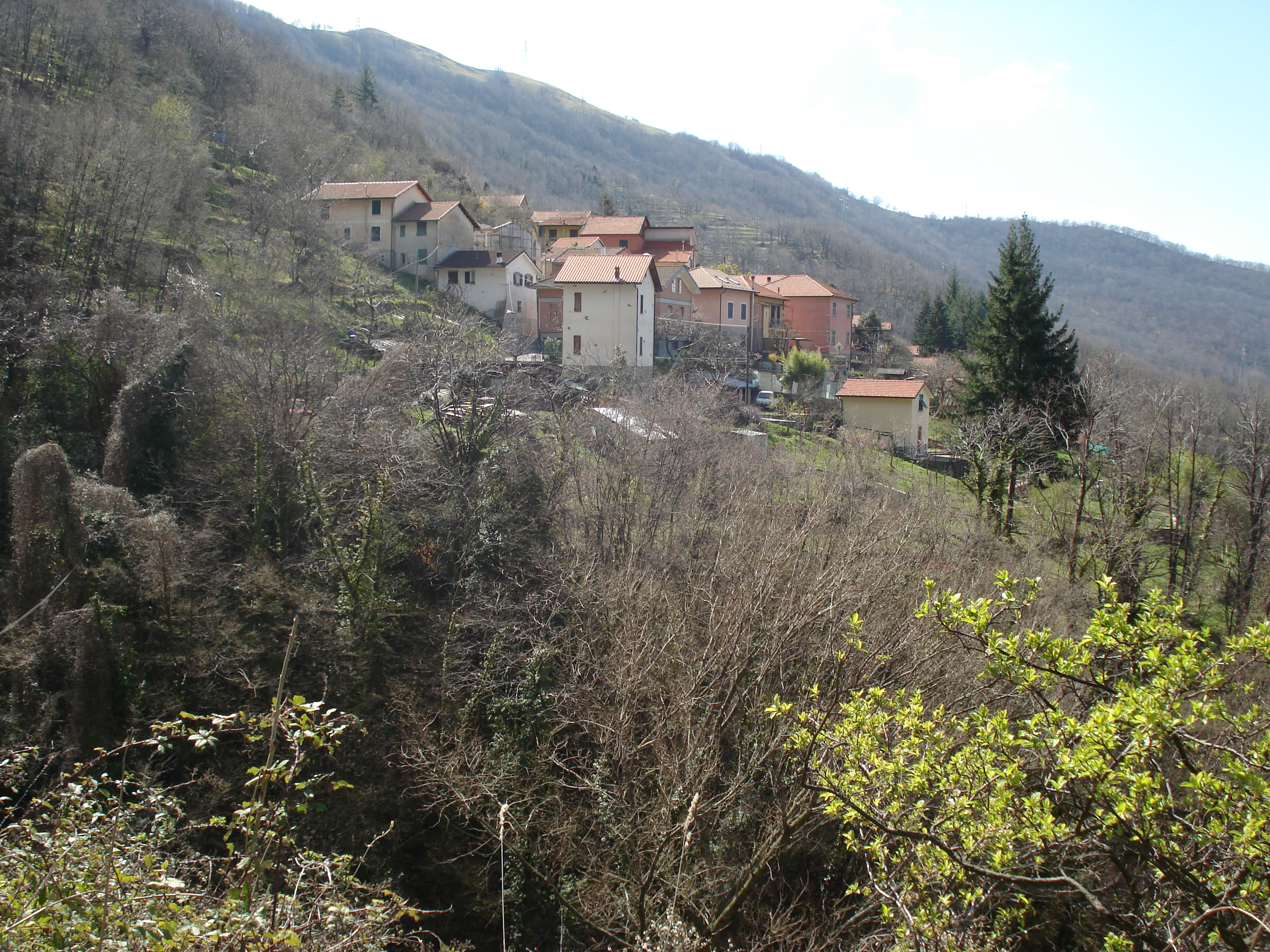
Marsiglia
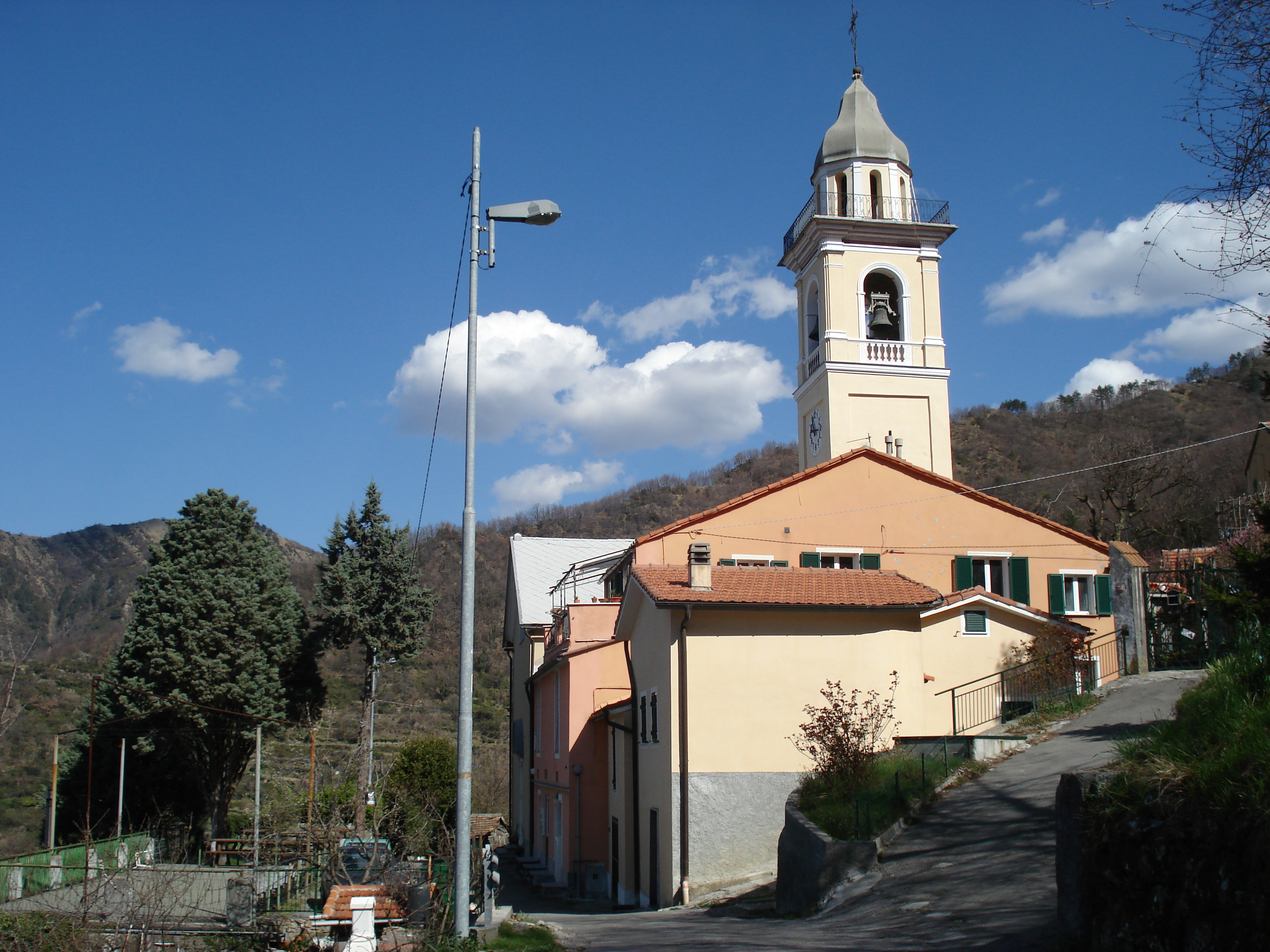
Chiesa di San Giovanni Battista